# Tenori-on
 (décembre 2018).
Si vous disposez d'ouvrages ou d'articles de référence ou si vous connaissez des sites web de qualité traitant du thème abordé ici, merci de compléter l'article en donnant les références utiles à sa vérifiabilité et en les liant à la section « Notes et références ».

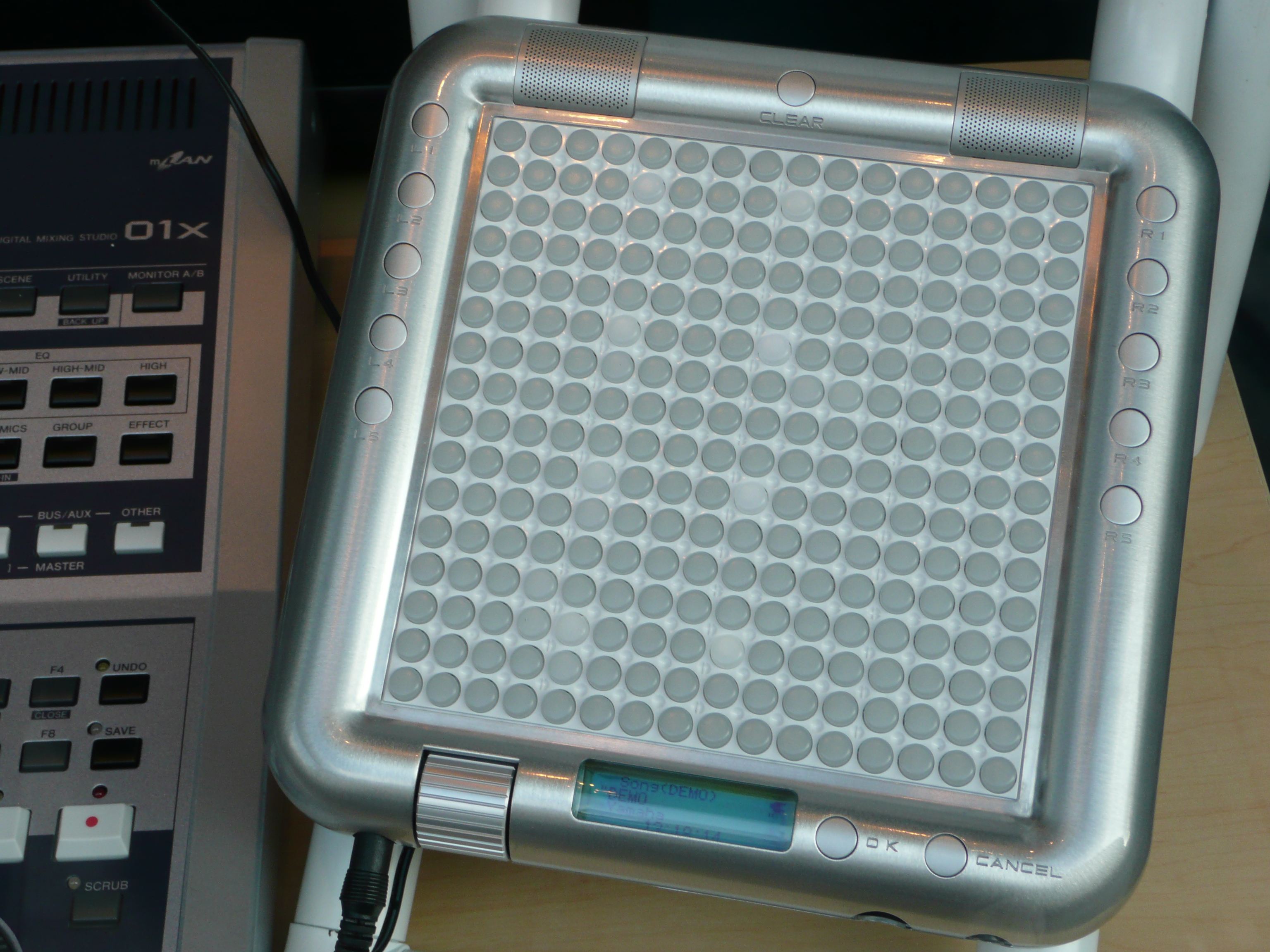
Un Tenori-on.

Le Tenori-on est un instrument de musique électronique, imaginé et créé par deux artistes japonais, Toshio Iwai et Yu Nishibori du « Music and Human Interface Group, Yamaha Center for Advanced Sound Technology ».
Il consiste en un écran tenu dans les mains, composé d'une grille de 16 par 16 LED appelé Matrice, chacune d'entre elles peut être activée de diverses façons pour donner une musique évolutive.
Le Tenori-on fut présenté au SIGGRAPH 2005 tenu à Los Angeles en août 2005.
Toshio Iwai a utilisé le Tenori-on lors d'un concert au Sónar à Barcelone, en juin 2006, et au Futuresonic à Manchester, en juillet 2006. Le Futuresonic 2006 eut un bon écho du public ce qui aida à faire du Tenori-on un produit commercialisé. L'instrument fut lancé en vente à Londres le 4 septembre 2007 pour un prix conseillé de 1 200 $ (599 £).
Pour promouvoir ce lancement, trois grands artistes Jim O'Rourke, Atom Heart, et Robert Lippok furent invités à composer des démos en utilisant l'appareil. Pistes audio qui furent utilisées sur le site officiel en tant que musiques promotionnelles.
Little Boots, Gotan Project, Hans Zimmer, entre beaucoup d'autres, utilisent le Tenori-on lors de leurs prestations scéniques, comme Björk, Emilie Simon, Jean-Jacques Birgé qui l'ont très tôt utilisé en live. On a aussi pu l'entendre sur l'album studio de Yoko Ono, Between My Head and the Sky. 
Yvan Cassar l'utilisa également sur le titre Dégénération lors du Tour 2009 de Mylène Farmer.